# Capadocia
Capadocia è una serie messicana drammatica di  HBO Latin America. La prima stagione è andata in onda nel 2008, la seconda nel 2010, e la terza stagione nel 2012.

## Trama
Cronache della vita di un gruppo di donne detenute in un carcere sperimentale di Città del Messico.

## Episodi

### Prima stagione
1. Génesis (Genesi)
2. Éxodo (Esodo)
3. El sacrificio (Il sacrificio)
4. Mater Dolorosa
5. El hijo pródigo (Il figliol prodigo)
6. El ángel caído (L'angelo caduto)
7. Pecado capital (Peccato capitale)
8. Justos por pecadores (I giusti per i peccatori)
9. El buen samaritano (Il buon samaritano)
10. María Magdalena (Maria Maddalena)
11. La elegida (L'eletta)
12. Perdona nuestras ofensas (Rimetti a noi i nostri debiti)
13. Paraíso perdido (Paradiso perduto)

### Seconda stagione
14. Lo que une Dios (Quello che Dio unisce)
15. Cordero de Dios (Agnello di Dio)
16. Aparta de mí este cáliz (Allontana da me questo calice)
17. El ojo de Dios (L'occhio di Dio)
18. Amad a vuestros enemigos (Amate i vostri nemici)
19. Bienaventurados los inocentes (Beati gli innocenti)
20. Señor, ¿por qué me has abandonado? (Signore, perché mi hai abbandonato?)
21. Expiación ( Espiazione)
22. La mujer de Lot (La moglie di Lot)
23. La sal de la tierra (Il sale della terra)
24. Y resucitó al tercer día (Ed il terzo giorno risuscitò)
25. La tercera parte del mar se convirtió en sangre (La terza parte del mare divento sangue)
26. Y llorarán su muerte todas las naciones (E tutte le tribú faranno cordoglio per la sua morte)